# الكالا دي تشيفيرت
القلعة دي تشيفيرت (بالإسبانية: Alcalá de Chivert)‏، هي إحدى بلديات مقاطعة كاستيلون التي تقع في منطقة بلنسية، في شرق إسبانيا.
يبلغ عدد سكانها 7.074 نسمة وفقاً لإحصائية سنة (2006).